# Nisaetus nipalensis
El águila azor montañesa (Nisaetus nipalensis, anteriormente tratada en Spizaetus) es una especie de ave rapaz diurna de la familia Accipitridae. Habita en los bosques montañosos del subcontinente indio, el Sudeste Asiático y Japón, donde se alimenta de pequeños vertebrados.

## Descripción
Es una rapaz de tamaño grande, alcanzando entre 69–84 cm de largo y una envergadura de 134–175 cm. Los adultos tienen las partes superiores marrones y las partes inferiores pálidas, con la parte inferior de las plumas de vuelo y la cola barradas. Las coberteras, el pecho y el vientre y las subalares están fuertemente estriadas. Las alas son anchas con un borde posterior curvado, que se mantienen en una V poco profunda en vuelo. Ambos sexos son similares, pero las aves jóvenes a menudo tienen la cabeza más blanca.

## Subespecies
Se reconocen dos subespecies:

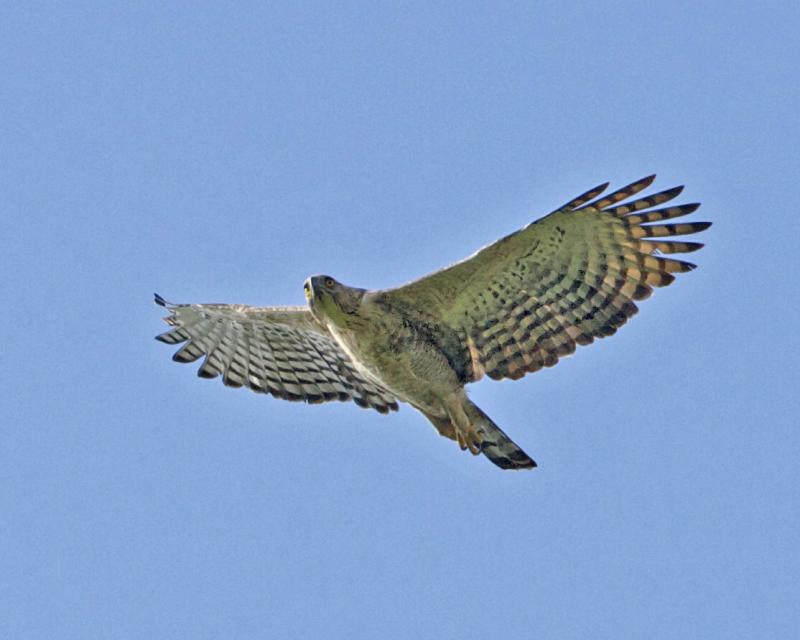
En vuelo

- Nisaetus nipalensis nipalensis Hodgson, 1836, la India al este de China, Taiwán, Indochina y península de Malaca.
- Nisaetus nipalensis orientalis (Temminck & Schlegel, 1844), Japón.

Un estudio realizado en 2008 en base al aislamiento geográfico y las diferencias en la llamada, sugirieron que la subespecie Nisaetus nipalensis kelaarti debía ser tratada como una especie separada, Nisaetus kelaarti, águila azor de Ceilán. La propuesta fue aprobada por el Comité Internacional de Ornitología en 2009.

## Conservación
Aunque no se considera una especie amenazada a nivel mundial, la población japonesa está disminuyendo. Como la especie es un estratega K como todas las águilas, se temía que la reducción de la población actual de N. n. orientalis podría conducir a la pérdida de la diversidad genética, y consecuentemente la depresión endogámica. Sin embargo, la diversidad genética ha demostrado ser todavía considerable en la actualidad.